# Kim Yun-mi (Tischtennisspielerin)
Kim Yun-mi (koreanisch 김윤미; * 28. April 1981 in Pjöngjang) ist eine ehemalige nordkoreanische Tischtennisspielerin.
Sie ist Rechtshänderin und verwendet als Griff die europäische Penholder-Schlägerhaltung. Kim nahm 2004 am Einzelwettbewerb der Olympischen Spiele teil. Hier gewann sie gegen die Nigerianerin Cecilia Otu Offiong und verlor gegen die Chinesin Wang Nan.
2000 bestritt die Nordkoreanerin ihre erste Weltmeisterschaft, wo sie mit der Mannschaft bis ins Achtelfinale kam. 2001 konnte sie dann beim selben Event Bronze im Einzel sowie Silber mit dem Team holen. In diesem Turnier überraschte sie ihre Gegnerinnen mit ihrem ungewöhnlichen Stil: Auf der Vorhand zog sie mit einem Schwammbelag Topspins, mit langen Noppen auf der Rückhand gelang es ihr immer wieder, den Ball ekelhaft abzustechen.
2002 gewann sie mit der nordkoreanischen Auswahl die Asienspiele.

## Turnierergebnisse
| Verband | Veranstaltung     | Jahr | Ort          | Land | Einzel     | Doppel        | Mixed     | Team |
| ------- | ----------------- | ---- | ------------ | ---- | ---------- | ------------- | --------- | ---- |
| PRK     | Asienspiele       | 2002 | Busan        | KOR  | letzte 16  | Viertelfinale | letzte 32 | 1    |
| PRK     | Olympische Spiele | 2004 | Athen        | GRE  | letzte 32  |               |           |      |
| PRK     | Volkswagen Open   | 2004 | Chengdu      | CHN  | letzte 32  | letzte 16     |           |      |
| PRK     | Pro Tour          | 2004 | Peking       | CHN  | letzte 16  | Viertelfinale |           |      |
| PRK     | Weltmeisterschaft | 2001 | Osaka        | JPN  | Halbfinale |               |           | 2    |
| PRK     | Weltmeisterschaft | 2000 | Kuala Lumpur | MAS  |            |               |           | 9    |